# 箕郷町

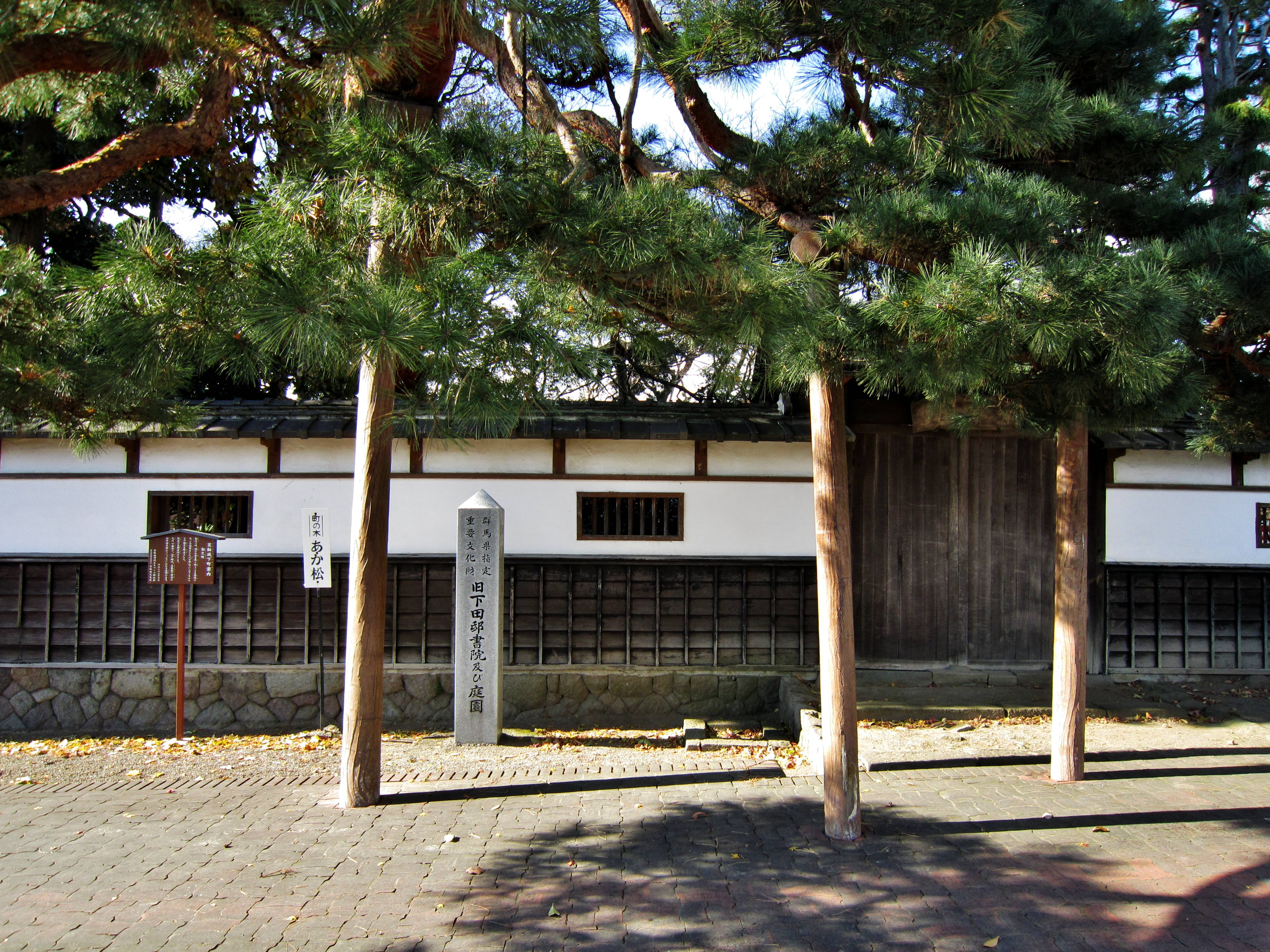
旧下田邸

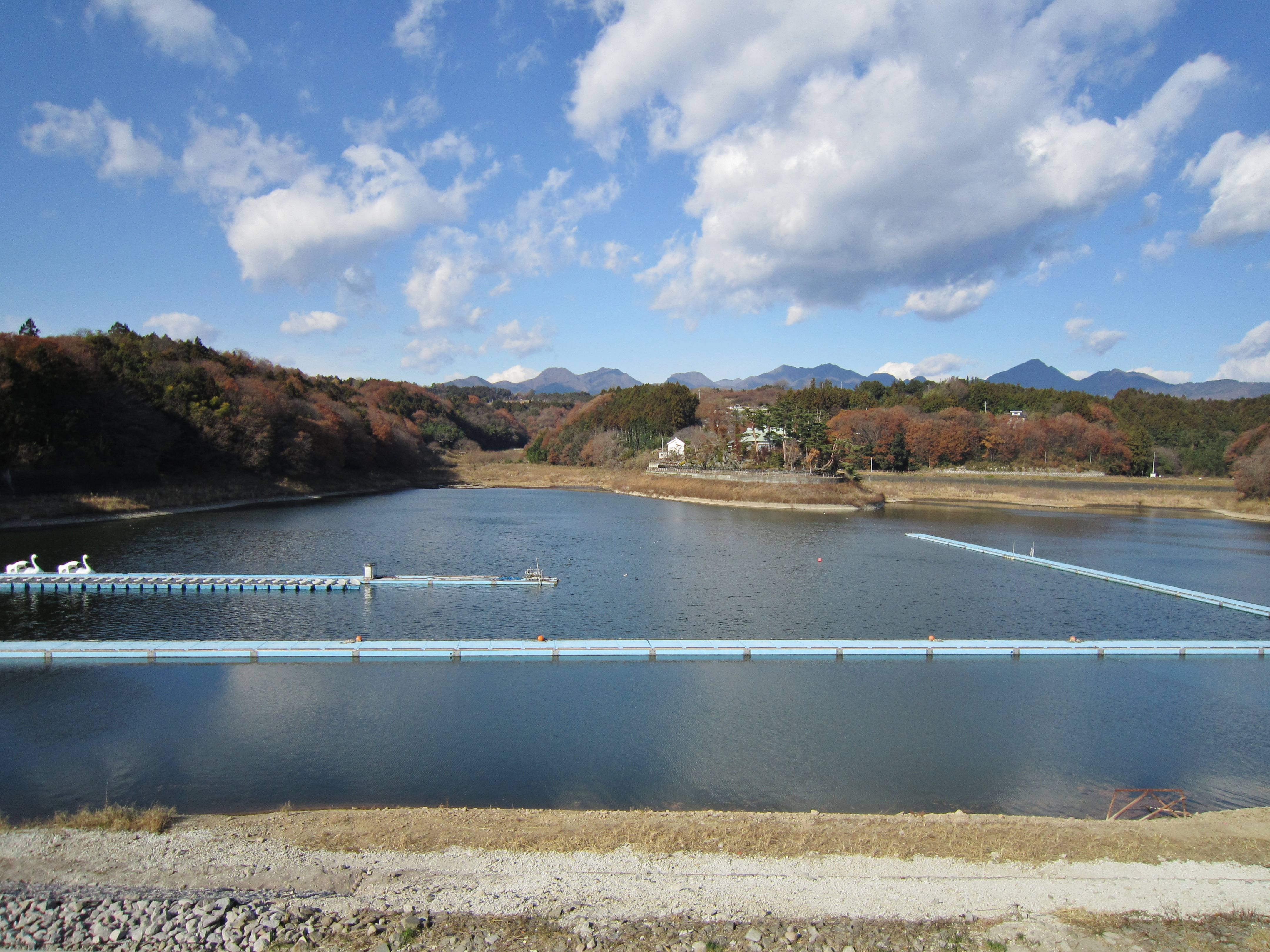
鳴沢湖

箕郷町（みさとまち）は、群馬県群馬郡に存在していた町。高崎市への通勤率は27.5%・前橋市への通勤率は12.8%（平成17年国勢調査）。2006年1月23日に同じ群馬郡の群馬町･倉渕村、多野郡新町と共に高崎市に編入された。

## 地理

### 隣接している自治体
- 高崎市
- 群馬郡：榛名町、群馬町
- 北群馬郡：伊香保町、榛東村

## 歴史
- 1889年（明治22年）4月1日 - 町村制施行により西群馬郡に箕輪村・車郷村・相馬村・上郊村が誕生。
- 1896年（明治29年）4月1日 - 西群馬郡・片岡郡が合併し群馬郡が発足。
- 1921年（大正10年）4月1日 - 群馬郡箕輪村が町制施行し箕輪町となる。
- 1955年（昭和30年）4月1日 - 群馬郡箕輪町・車郷村が合併し発足。箕輪町・車郷村の両町村の名前を一文字ずつ取って「箕郷」となった。
- 1957年（昭和32年）3月30日 - 群馬郡相馬村大字柏木沢を編入。
- 1957年（昭和32年）4月1日 - 群馬郡上郊村大字生原を編入。
- 1988年（昭和63年）12月1日 - 北群馬郡榛東村と境界変更。
- 1989年（平成元年）10月1日 - 高崎市と境界変更。
- 1995年（平成7年）7月1日 - 北群馬郡榛東村と境界変更。
- 2006年（平成18年）1月23日 - 多野郡新町、群馬郡群馬町・倉渕村と共に高崎市に編入され消滅。

## 行政
- 廃止時の町長：秋月保教

### 教育
- 箕郷町立箕輪小学校（現・高崎市立箕輪小学校）
- 箕郷町立車郷小学校（現・高崎市立車郷小学校）
- 箕郷町立箕郷東小学校（現・高崎市立箕郷東小学校）
- 箕郷町立箕郷中学校（現・高崎市立箕郷中学校）

## 交通

### 鉄道
町内を鉄道路線は走っていない。鉄道を利用する場合は、JR東日本上越新幹線高崎駅など。

### 道路
- 県道
  - 群馬県道6号前橋箕郷線
  - 群馬県道28号高崎榛名吾妻線
  - 群馬県道123号柏木沢高崎線
  - 群馬県道126号榛名山箕郷線

## 名所・旧跡・観光スポット・祭事・催事
- 箕輪城跡（国史跡）
- 鳴沢湖
- 旧下田邸
- 箕郷梅林（梅公園）
- ふれあい公園
- 箕輪城まつり
- 古城・梅の里マラソン

## 出身有名人
- 琴錦功宗
- 清水善造（テニスプレーヤー）
- 山口薫（画家）
- 三原正（ボクシング世界チャンピオン）